# Arbore cu came

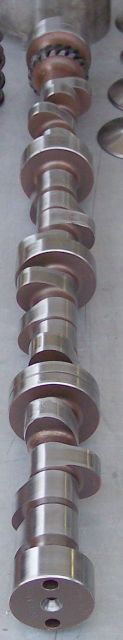
Arbore cu came

Arborele cu came este un organ al mecanismului de distribuție al unui motor cu ardere internă și este prevăzut cu came care au rolul de a comanda deschiderea și închiderea supapelor. Este denumit și arbore de distribuție (rusă Raspredelitelnîi val) 
Rolul său este de a transmite și de a transforma mișcarea de rotație în mișcare de translație a supapelor de admisie și evacuare, fiind acționat în rotație prin mișcarea de rotație a arborelui cotit. La intervale regulate ce sunt calculate în funcție de așezarea axelor supapelor, arborele prezintă camele, câte una pentru fiecare supapă în parte. Arborele cu came servește totodată pentru acționarea pompei de ulei, a pompei de combustibil și a distribuitorului aprinderii.
În funcție de tipul de sistem de distribuție, este amplasat în blocul motor (carter) sau în partea superioară a chiulasei. În general este confecționat dintr-o singură bucată, pentru a i se conferi o rezistență cât mai mare, însă există și arbori cu came tubulari.

## Caracteristici constructive
Amplasarea arborelui cu came și a supapelor în chiulasă este soluția curentă pentru motoarele de autovehicule. La motoarele policilindrice mecanismul de comandă este simplificat, când supapele sunt amplasate pe aceeași linie, deoarece este suficient un singur arbore cu came, care acționează direct supapele. Atunci când supapele sunt înclinate mișcarea se transmite printr-un culbutor sau o pârghie. Unele motoare posedă doi arbori cu came: unul pentru supapele de admisie și celălalt pentru supapele de evacuare. Menținerea supapelor pe scaunele de supapă se obține cu ajutorul unor arcuri care tind să mențină supapele închise.
Arborii cu came utilizați la diferite motoare au, în general, o construcție asemănătoare, formele lor diferă numai prin numărul și lungimea fusurilor paliere, precum și prin numărul, profilul și poziția camelor. În general, camele se execută dintr-o bucată; la motoarele Diesel mari, camele se execută ca piese separate și se montează apoi pe arbore.
La mijlocul arborelui cu came există, în majoritatea cazurilor, un pinion cu dantură înclinată pentru acționarea pompei de ulei și a distribuitorului aprinderii. Pe arborii cu came ai motoarelor cu carburator există de obicei suprafețe circulare excentrice pentru acționarea pompei de combustibil. La capătul din față, arborele este prevăzut cu o flanșă  
sau un fus cu canal de pană pentru montarea pinionului de distribuție. Profilul camelor este format din arce de cerc racordate cu drepte, sau din arce de cerc cu mai multe raze (came armonice).

## Materiale pentru arbori cu came
Arborele cu came se execută din oțeluri carbon de cementare sau de îmbunătățire, oțeluri aliate cu Cr sau Cr-Ni, fonte cenușii   și fonte cu grafit nodular. Semifabricatele matrițate pentru arbori cu came se supun unui tratament termic de recoacere și normalizare, cu scopul de a se înlătura tensiunile interne și a normaliza duritatea semifabricatului, pentru ușurarea prelucrării prin așchiere. După prelucrarea prealabilă (degroșare) prin așchiere, la arborii din oțel  se aplică un tratament de călire și revenire la suprafețele fusurilor, camelor, excentricelor și pinionului.
Fontele cenușii utilizate pentru arbori cu came posedă proprietăți antifricțiune superioare și de aceea nu mai este necesară călirea suprafețelor fusurilor care lucrează în cuzineți din babbit. La acești arbori, călirea superficială se aplică  numai  pentru suprafața pinionului, pentru mărirea rezistenței sale la uzură. La arborii din fontă cenușie, pe suprafețele camelor se poate obține o duritate locală ridicată prin utilizarea unor cochile locale, amplasate ăn forma de turnare de nisip în dreptrul suprafețelor camelor. În acest caz, nu mai este necesară călirea camelor.

## Semifabricate pentru arbori cu came
Consumul de metal pentru fabricarea arborelui cu came și volumul de muncă pentru prelucrarea mecanică prin așchiere depind în mare măsură de procedeul de obținere a semifabricatului.
Semifabricatele arborilor din oțel se execută prin matrițare pe prese sau ciocane de matrițat, iar forma definitivă se obține prin prelucrare mecanică prin așchiere. Executarea matrițării pe prese de matrițare asigură o productivitate de 1,5...2 ori mai mare, micșorarea înclinărilor de matrițare, micșorarea adaosurilor de prelucrare prin așchiere și a consumului de metal, în comparație cu matrițarea pe ciocane. Matrițarea semifabricatului se execută utilizând ca material inițial o bară  rotundă laminată. Procesul de matrițare se realizează în matrițe închise, cu două sau trei cavități. La arborii prevăzuți cu flanșă, aceasta se poate realiza cel mai economic printr-o refulare prealabilă pe mașina de forjat orizontală. 
Semifabricatul matrițat se obține cu camele realizate prin matrițare la o formă aproximativă, cu adaosurile de prelucrare respective. O metodă mai recentă și modernă este laminarea periodică, urmată de matrițarea într-o singură cavitate. Prin laminarea periodică  se profilează în mod aproximativ semifabricatul, iar forma definitivă se realizează la matrițare.
Semifabricatele turnate se obțin prin turnare în forme de nisip de turnătorie sau în forme-coji. Semifabricatele din fonte cu grafit nodular se toarnă în special în forme-coji cu liant de  bachelită. Semifabricatele turnate de arbori cu came au în general o greutate cu 10...15 % mai mică decât cele matrițate, adaosurile de prelucrare prin așchiere fiind mai mici.

## Strunjirea camelor
Strunjirea profilată a camelor de pe arbore se execută pe mașini specializate care asigură cuțitelor mișcarea de translație radială de copiere, corelată (printr-un sistem de copiere mecanic) cu mișcarea de rotație a arborelui cu came. În acest caz, unghiurile funcționale de așezare α și de degajare γ ale cuțitelor variază foarte mult în lungul profilului camei; ca urmare se impune ca unghiul de așezare constructiv al cuțitelor să fie suficient de mare astfel ca așchierea să fie totuși posibilă.